# Glasgow Rovers
Der Glasgow Rovers Football Club war ein schottischer Fußballverein aus Glasgow, der von 1873 bis 1878 bestand.

## Geschichte
Die Glasgow Rovers wurden im Jahr 1873 gegründet. Zwischen 1873 und 1878 nahm der Verein am schottischen Pokal teil. Größte Erfolge waren dabei in den Spielzeiten 1874/75 und 1875/76 und das Erreichen des Viertelfinales. Der Verein wurde 1878 aufgelöst.